# リフォーム探偵シャノン
『リフォーム探偵シャノン』（リフォームたんていシャノン、原題: Fixer Upper Mysteries）は、ケイト・カーライルの小説をベースにしたアメリカのミステリードラマシリーズ。

## 概要
2017年からホールマーク・ムービーズ・アンド・ミステリーズ・チャンネルで放送された。建設会社のオーナーで住宅リフォームの専門家を主人公とする。
日本ではAXNミステリーで2021年9月から放送された。

## 登場人物
- シャノン・ヒューズ: ジュエル -  不動産会社のオーナーでリフォームの専門家
- マック・サリバン:  コリン・ファーガソン - 調査報道のジャーナリスト
- ジェニファー・ヘネシー: エリン・カープルク（英語版） - シャノンの親友
- ピート・ヒューズ: ロン・リー - シャノンの父

## エピソード
1. 「仕組まれた疑惑」/ Framed for Murder
2. 「栄光の誤算」/ Concrete Evidence
3. 「ドリームハウス殺人事件」/ Deadly Deed